# Сенат Мексики
Сенат Республики (Мексика) (исп. Senado de la República), официально Палата Сенаторов Почётного Конгресса Союза (исп. Cámara de Senadores del H. Congreso de la Unión) — верхняя палата двухпалатного Конгресса Мексики.
Состоит из 128 членов:
- По два сенатора от каждого из 31 мексиканского штата и два от федерального округа Мехико избираются по принципу относительного большинства;
- По одному сенатору от каждого из 31 мексиканского штата и один от федерального округа Мехико назначаются партией, получившей на выборах второе место в соответствующем штате или федеральном округе;
- 32 места делятся среди партий пропорционально доле набранных голосов в национальном голосовании. Сенаторы представляют не отдельный округ, а ряд округов или соответствующий штат.

## Выборный процесс
В предвыборной гонке каждая партия выставляет двух кандидатов, которые избираются вместе прямым голосованием. Партия кандидатов, занявших второе место по количеству голосов в штате или в федеральном округе Мехико, назначает сенатора на третье место, в соответствии со списком кандидатов, зарегистрированных в Федеральном институте выборов (IFE).
Сенаторы избираются сроком на шесть лет одновременно с президентом Мексики. Внеочередные выборы происходят редко, так как Сенат полностью обновляется каждые шесть лет, и сенаторы не подлежат непосредственному переизбранию.

## Требования к кандидатам
Согласно Конституции Мексики, сенаторы являются представителями народа. Кандидат должен отвечать следующим требованиям:
- Являться гражданином Мексики по рождению, достигшим 25 лет и имеющим право участвовать в выборах.
- Одно и то же лицо не может одновременно являться членом Сената и действующим членом Верховного суда; членом Сената и действующим Госсекретарём либо помощником Госсекретаря; членом Сената и действующим церковнослужителем.
- Кандидат на должность Сенатора на момент избрания не может проходить службу в армии, быть действующим сотрудником полиции или жандармерии.

## Рабочие комитеты
Сенаторы входят в рабочие комитеты и комиссии, занимающиеся решением конкретных вопросов. Комитеты являются основными органами палаты, участвующими в законотворческом процессе. Каждый сенатор входит в три различных комитета, и каждый комитет избирает Председателя и двух секретарей, координирующих его работу.

## Сроки полномочий
В испанском языке, принято обозначать каждый срок полномочий Сената римскими цифрами.
Текущая сессия (с 2012 по 2015 год) — 62 (исп. LXII Legislatura).
Срок полномочий Сената равен двум срокам полномочий Палаты Представителей. Таким образом, Сенат созыва 2012 года будет действовать в течение 62 и 63 рабочих сессий Палаты Представителей.

## Функции Сената
Помимо реализации основных законодательных функций, Сенат рассматривает предложения Президента касательно кандидатур на должности:
- Судей Верховного Суда
- Генерального Прокурора Республики
- глав автономных округов
- дипломатических представителей

## Галерея

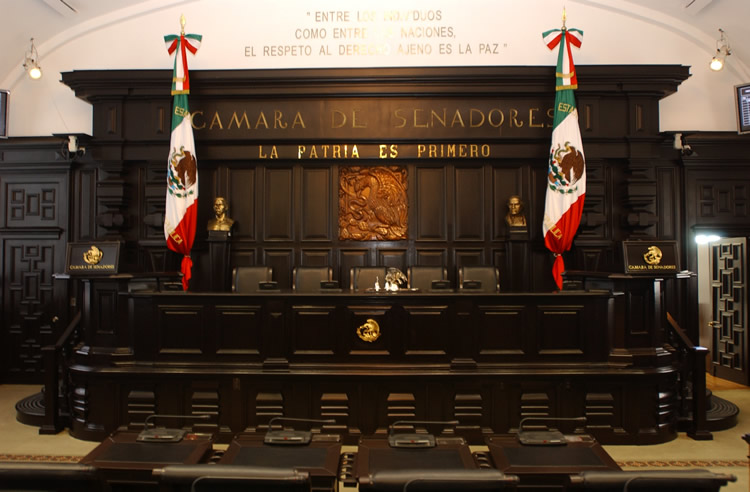
Бывшая трибуна Сената.
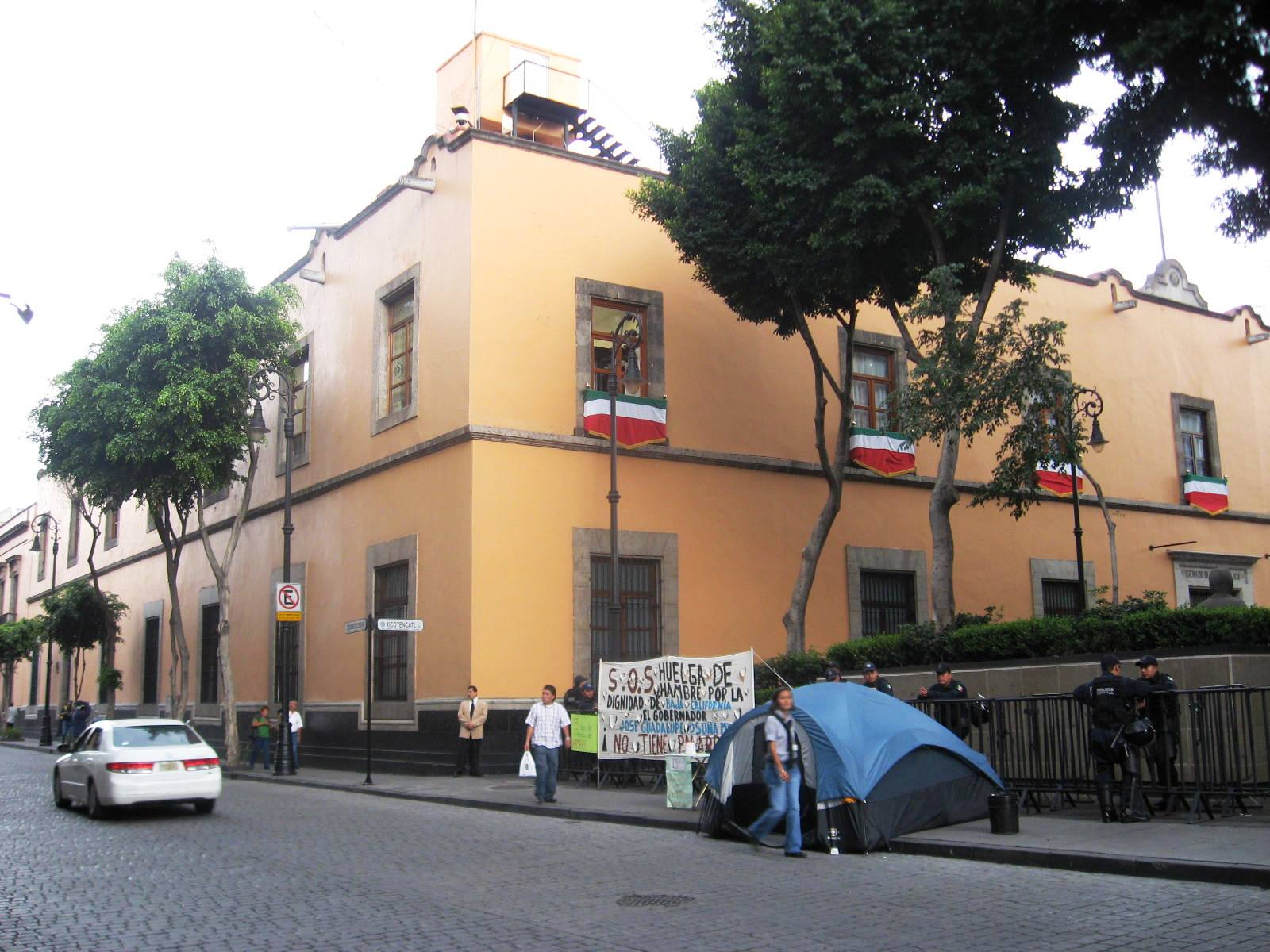
Бывшее главное здание Сената на углу улиц Донселес и Сикотенкатль в историческом центре Мехико.
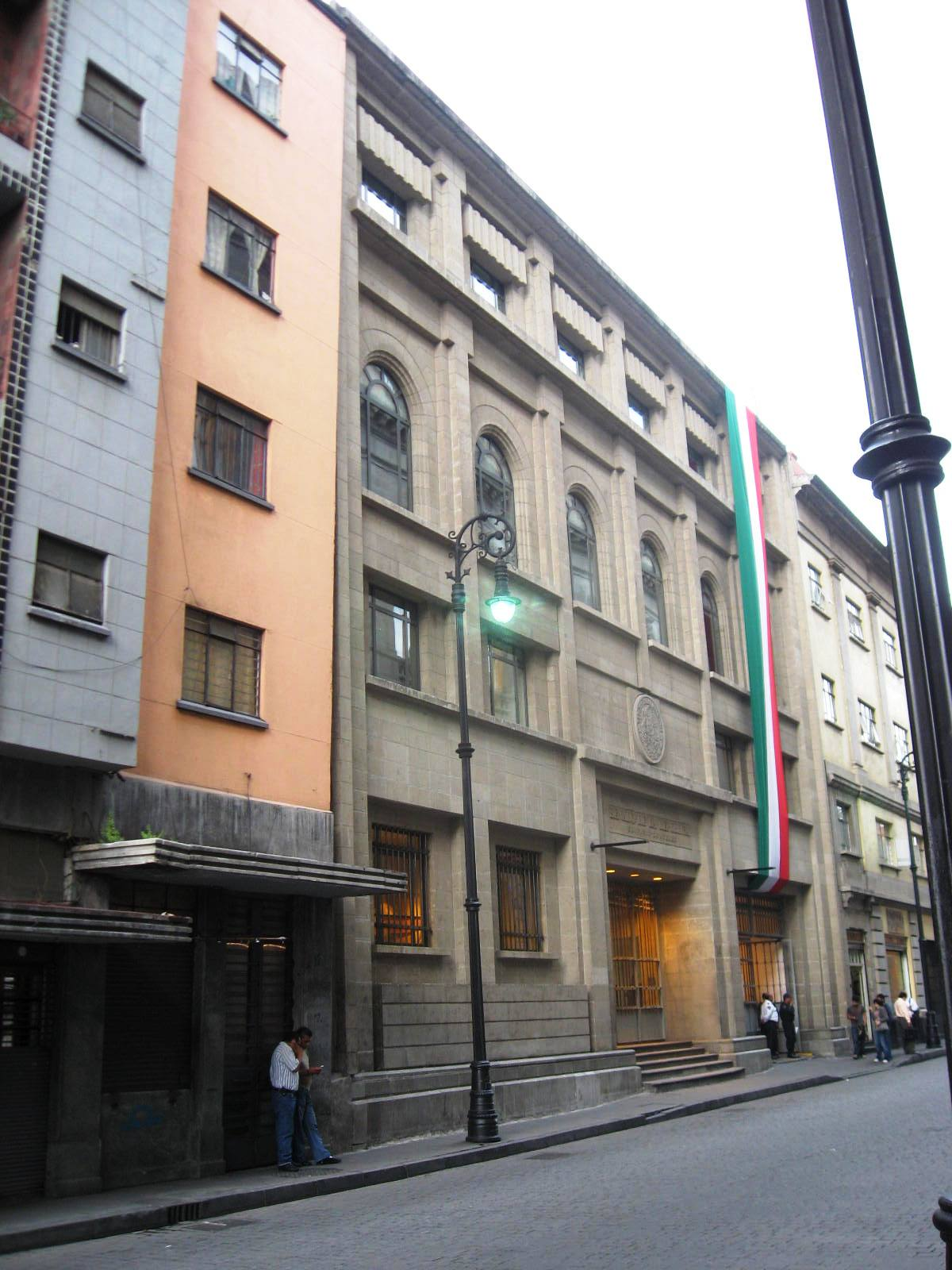
Бывшее здание Сената на улице Донселес